# Josip Šimić
Josip Šimić (ur. 16 września 1977 w Zagrzebiu) – piłkarz chorwacki grający na pozycji napastnika. Josip Šimić jest młodszym bratem Dario, byłego 100-krotnego reprezentanta kraju.

## Kariera klubowa
Šimić piłkarskie kroki stawiał w szkółce piłkarskiej ONS Hitrec-Kacijan. Następnie odszedł do Dinama Zagrzeb, w barwach którego zadebiutował w lidze w sezonie 1993/1994. Jednak jako młody zawodnik miał początkowo małe szanse na grę i w sumie jeszcze 2 razy pojawił się na boisku w końcówkach meczów. W kolejnych trzech sezonach nie rozegrał żadnego meczu, a do pierwszego zespołu wrócił w sezonie 1997/1998. W sezonie 1999/2000 wraz z Tomislavem Šokotą stworzył najbardziej bramkostrzelny atak ligi chorwackiej. Zdobył 14 bramek, a Šokota 21 (został królem strzelców ligi). Obaj poprowadzili Dinamo do zdobycia piątego z rzędu tytułu mistrza Chorwacji (sam miał udział w trzech ostatnich: w 1998, 1999 i właśnie 2000).
Latem 2000 Šimić odszedł do belgijskiego Club Brugge. Pierwszy sezon w Brugii nie był udany dla niego. Nie zdobył żadnej bramki. Brugge natomiast nie zdołało wywalczyć tytułu mistrza kraju i musiało zadowolić się wicemistrzostwem. Podobnie było w sezonie 2001/2002, gdzie tym razem KRC Genk świętował tytuł mistrza Belgii. Šimić zdobył wówczas 7 bramek w lidze.
Latem 2002 Šimić został wypożyczony do Arisu Saloniki. Aris zajął 6. miejsce w lidze, a Šimić zdobył 4 ligowe bramki w 21 meczach i po sezonie powrócił do Brugii. Tam jednak przez całą rundę jesienną rozegrał 2 mecze. W 2004 Šimić odszedł do południowokoreańskiego zespołu Ulsan Hyundai. W sezonie 2005/2006 grał w drugoligowym austriackim klubie FC Kärnten, dla którego zdobył 9 bramek w 31 meczach. Od lipca 2006 Josip Šimić pozostawał bez przynależności klubowej aż do stycznia 2007, gdy podpisał kontrakt z NK Varteks. Latem 2007 zakończył w nim karierę.

## Kariera reprezentacyjna
W reprezentacji Chorwacji Šimić zadebiutował 13 czerwca 1999 w zremisowanym 2:2 meczu z Reprezentacją Egiptu podczas towarzyskiego turnieju Kirin Cup. W reprezentacji zagrał łącznie 7 meczów i zdobył jedną bramkę. Ostatni występ w kadrze miał miejsce 26 kwietnia 2000 roku w wygranym 2:1 towarzyskim meczu z Austrią.